# Земельне законодавство Української Народної Республіки 1917–1918
Земе́льне законода́вство Украї́нської Наро́дної Респу́бліки 1917—1918 — сукупність нормативних актів, що регламентували землеволодіння та землекористування в Українській Народній Республіці (див. також Аграрне питання в українській революції 1917-1921). Партії соціалістичного спрямування, які складали організаційну основу Української Центральної Ради, визначили спрямованість земельних реформ УНР: 20(07) листоп. 1917 Українська Центральна Рада видала III Універсал (див. Універсали Української Центральної Ради), в якому містилося положення про скасування права приватної власності на поміщицькі, удільні, монастирські, церковні та ін. землі нетрудових господарств. Невдовзі Генеральний секретаріат Української Центральної Ради видав положення про земельну справу, яке забороняло продавати, купувати, заставляти, дарувати та передавати землю будь-кому. Власність на землю в межах до 50 десятин не скасовувалася.
Окремий закон про землю було затверджено 31(18) січня 1918. Його основні положення відповідали вимогам Всеукраїнського селянського з'їзду 1917 та універсалів УЦР щодо власності на землю, води, ліси й надра. Загальне управління цими природними багатствами до скликання Українських Установчих зборів взяла на себе УЦР. Міськими землями розпоряджалися органи місцевого самоврядування, ін. — сільські громади, волосні, повітові та губернські земельні комітети. Їх головним завданням було забезпечення громадянам права на користування землею, охорона природних багатств від виснаження і вжиття заходів до збільшення цих багатств. Земля надавалася для загальногромадського користування, під оселі та будівлі окремим особам, товариствам, громадським установам, для розміщення торгових і промислових підприємств, а також для приватнотрудового господарства, яке мало вестись особистою працею окремими особами, сім'ями або товариствами. Наймана праця могла застосовуватися лише в надзвичайних випадках, тимчасово й відповідно до правил, установлених земельними комітетами.
Приватнотрудові та колективні господарства повинні були одержувати землю за нормами, встановленими земельними комітетами і сільс. громадами, але «під керуванням і з затвердженням центрального органу державної влади». Такі господарства не могли мати більше землі, ніж її обробляла власною працею сім'я або товариство для задоволення своїх споживчих і госп. потреб. Присадибні ділянки під госп. будівлі й підпр-ва надавалися згідно з нормами, встановленими органами місц. самоврядування і земельними комітетами. Користування землею проголошувалося безкоштовним. Оподаткуванню підлягали тільки лишки землі, а також надприбутки.
Право користування землею могло переходити в спадщину, а строки — встановлюватися сільс. громадами і товариствами на підставі правил, затверджених земельними комітетами згідно із законом. Передбачалося утворення держ. меліоративного фонду для здійснення заходів з охорони землі та надання кредитів для розвитку села. Вивласнення земель, вод, надр, лісів проводилося без викупу, але колиш. землевласникам за їх бажанням і згідно з рішенням волосних земельних комітетів залишалися ділянки із садами, виноградниками, хмільниками тощо в кількості, яку вони могли обробити власною працею та працею своєї сім'ї. Не підлягали вилученню землі громад. та наук. установ, надані їм до видання закону, а також землі під оселями, госп., торг. і пром. підпр-вами. Водночас із вилученими землями в підпорядкування земельних комітетів переходив реманент колиш. власників, а також будівлі, за винятком тих, які були вкрай потрібні їм для життя і ведення приватнотрудового господарства або торг. чи пром. діяльності.
Усі ділянки, що вилучалися, мали за рішенням земельних комітетів поділятися на землі для громад. господарства і землі для приватнотрудового користування. За рахунок останніх у першу чергу повинні були задовольнятися потреби місц. малоземельних та безземельних селян, а в другу — місц. нехліборобської ч. нас. Законодавство розглядало як малоземельних тих хліборобів, чий земельний наділ був недостатнім для задоволення споживчих потреб їхніх сімей. Законом запроваджувався і принцип урівнювання землекористування шляхом оподаткування надлишків землі та надприбутків, розселення й переселення селян, зміни меж ділянок. Але таке розселення й переселення мали відбуватися надалі за планом, затвердженим центр. органами земельної реформи, й стосуватися тільки тих регіонів, де виявлялися надлишки землі або її нестача за відповідними нормами. Ділянки для вирощування буряків та ін. особливого значення с.-г. к-р надавалися в приватнотрудове користування з умовою не зменшувати їх посівної площі. Вилучені висококульт. господарства не підлягали розподілу й передавалися в користування товариствам або сільс. громадам. Це правило поширювалося на сади, виноградники, хмільники тощо. Дослідні й селекційні ділянки, розсадники й розплідники цілком переходили в розпорядження земельних комітетів, які могли господарювати там самі або передати їх наук. закладам. Для отримання землі в трудове користування безземельні та малоземельні громадяни подавали відповідну заяву до сільс. управи. Остання складала за цими заявами спец. списки, де зазначалися прізвище, ім'я та по батькові заявника, кількість працездатних, напівпрацездатних і непрацездатних осіб чоловічої та жіночої статі у сім'ї, розмір орних, садибних та ін. землеволодінь, кількість землі на одного їдця тощо. Складені списки мали вивішуватися на видному місці в селі на тиждень. Після цього вони затверджувалися сільс. сходом і пересилалися до волосного земельного комітету. Там вони протягом двох тижнів могли бути оскарженими будь-ким із селян, а потім погоджувалися у волості й пересилалися до повітового земельного комітету, де вони знаходилися ще два тижні і, якщо не надходило ніяких протестів, затверджувалися остаточно. Після цього громадяни мали право одержати землю. В останній день перебування при владі, тобто 29 квіт. 1918, УЦР встановила нову норму земельної ділянки, що могла перебувати в приватному володінні, — 30 десятин.